# Odprta množica
Odpŕta mnóžica je v matematiki množica, ki ne vsebuje roba. Nasprotje odprte množice je zaprta množica - to je množica, ki vsebuje vse robne točke.

## Odprte množice v topološkem prostoru
Stroga matematična definicija odprte množice je neposredno povezana s pojmoma topološki prostor oziroma topologija prostora. V topološkem prostoru odprta (pa tudi zaprta) množica ni definirana kot množica z neko eksplicitno navedeno lastnostjo, pač pa je določeno le, kakšne lastnosti povezujejo odprte množice:
- prazna množica in celotna množica X sta obe odprti množici.
- unija poljubnega števila (lahko tudi neskončno mnogo) odprtih množic je spet odprta množica.
- presek končnega števila odprtih množic je spet odprta množica.

Množico vseh odprtih množic imenujemo tudi topologija danega topološkega prostora.

## Zgledi
Zgled odprte množice v enorazseženem prostoru (na premici) je odprti interval - to je interval, ki ne vsebuje krajišč.